# شونابادا (سامساری)
شونابادا (به لاتین: Shavnabada) یک کوه در گرجستان است که در گرجستان واقع شده‌است. شونابادا ۲٬۹۲۹ متر بالاتر از سطح دریا واقع شده‌است.